# Classe Deutschland (incrociatore)
La classe Deutschland fu una serie di tre navi Panzerschiffe (navi corazzate) costruite dalla Reichsmarine, più o meno in accordo con le clausole imposte alla Germania dal Trattato di Versailles. Il nome della classe gli fu assegnato dopo il varo della prima unità, la Deutschland.

## Storia
La Deutschland e le sue due navi gemelle, furono varate tra il 1931 e il 1934, e furono utilizzate durante la seconda guerra mondiale dalla Kriegsmarine; durante il conflitto i britannici erano soliti riferirsi a queste navi come corazzate tascabili (pocket battleship), in relazione alla grande potenza di fuoco e alla piccola stazza dei bastimenti. Infatti la classe era notevolmente più piccola rispetto alle vere navi da battaglia, in ossequio ai limiti per le costruzioni navali imposti dal trattato di Versailles alla Germania, ma il loro armamento era notevolmente più potente di quello di un incrociatore tipo "Washington" (con riferimento alla conferenza navale del 1922), anche se comunque inferiore a quello di una corazzata o di un incrociatore da battaglia. Il progetto di queste navi venne elaborato alla fine degli anni venti, seguendo un concetto riassumibile in questa frase: "più potente di qualunque nave più veloce, più veloce di qualunque nave più potente" ovvero la capacità teorica di attaccare qualunque incrociatore leggero o pesante dotato di calibri 152mm e 203mm, e poter sfuggire alle corazzate armate di 320mm e 381mm. Ovviamente ciò era riferibile alle prestazioni delle unità di altre marine in servizio negli anni venti.
Per la traduzione in pratica, gli ingegneri navali tedeschi ripresero alcune caratteristiche degli eccellenti incrociatori da battaglia germanici della prima guerra mondiale, introducendo però anche sostanziali novità. Gli elementi di continuità furono:
1. artiglierie maggiori da 280mm, molto collaudate e precise.
2. estesa ed accurata compartimentazione dello scafo, per limitare gli allagamenti anche dopo aver subito colpi a segno.

Le innovazioni principali furono:
1. costruzione saldata, per ridurre il peso dato dai rivetti d'acciaio, nella tecnica tradizionale a piastre chiodate.
2. propulsione diesel.

Quest'ultima soluzione non era mai stata applicata su unità così grandi. Il motore diesel, rispetto ad un apparato su caldaie e turbine a vapore, consente un cospicuo risparmio di pesi e spazi a bordo, consuma meno quindi maggiore autonomia, emette poco fumo che tradisca la presenza della nave da lontano, e presenta i vantaggi tattici di un approntamento breve e un'accelerazione decisamente superiore alla nave. L'incognita era l'affidabilità, infatti questi motori inediti ebbero poi bisogno di frequenti revisioni per conservare le prestazioni, sicché nei successivi progetti dei due incrociatori classe Scharnhorst si tornò ad un apparato propulsivo a vapore convenzionale.
La realizzazione di queste unità fu seguita con estrema attenzione dagli ambienti militari di altri paesi europei, sebbene nessuna forza navale decise di imitarne le caratteristiche. Tuttavia, la Marine Nationale francese mise poi in servizio una coppia di incrociatori da battaglia (Strasbourg e Dunquerke) appositamente progettati per contrastare le classe Deutschland tedesche.

## Le navi
Le unità della classe sono:
- Deutschland (rinominata successivamente Lutzow)
- Admiral Scheer
- Admiral Graf Spee